# Agustín Pelletieri
Agustín Daniel Pelletieri (Buenos Aires, 17 maggio 1982) è un ex calciatore argentino, di ruolo centrocampista.

## Carriera
Il 3 settembre 2012, nella quinta giornata del torneo Inicial, il portiere del Racing Avellaneda è stato espulso a sostituzioni finite, così Pelletieri si è schierato in porta riuscendo a respingere un calcio di rigore battuto da Gastón Caprari nella vittoria per 3-1 sul San Martín.

## Palmarès

### Club

#### Competizioni nazionali
- Campionato argentino: 2

Lanús: 2007-2008 (A), 2016
- Supercopa Argentina: 1

Lanús: 2016